# Heinrich Cornelius Agrippa von Nettesheim

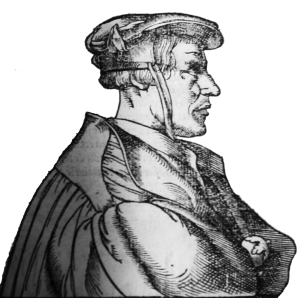
Agrippa von Nettesheim, Darstellung von 1533

Heinrich Cornelius, genannt Agrippa von Nettesheim (latinisiert Henricus Cornelius Agrippa ab/de Nettesheym/Nettesheim; * 14. September 1486 in Köln; † 18. Februar 1535 in Grenoble) war ein deutscher Universalgelehrter, Theologe, Jurist, Arzt und Philosoph. Er zählt in seiner Auseinandersetzung mit Magie, Religion, Astrologie, Naturphilosophie und mit seinen Beiträgen zur Religionsphilosophie und zur enzyklopädischen Erfassung der Magie zu den bedeutenden Gelehrten seiner Zeit.

## Leben

### Studien
Heinrich Cornelius stammte aus einer verarmten Kölner Adelsfamilie. Er hatte eine Schwester. Über seine Kindheit und frühe Jugend ist nichts bekannt. Die III. Matrikel der Universität zu Köln verzeichnet für den 22. Juli 1499 die Immatrikulation des Henricus de Nettesheym, Sohn des gleichnamigen Vaters, der als Kölner Bürger möglicherweise in den Diensten des Hauses Österreich stand, an der Fakultät der freien Künste. Im IV. Dekanatsbuch der Artistenfakultät wurde Heinrich Cornelius, genannt Agrippa von Nettesheim, am 29. Mai 1500 für das Baccalaureat zugelassen. Ein Eintrag vom 1. Juli 1500 verzeichnet den Beginn der Determination und am 14. März 1502 die Zulassung zur Licentiatenprüfung. Über weitere universitäre Abschlüsse in Köln ist nichts bekannt. Der autodidaktische Studienplan Agrippas umfasste Latein, Astrologie, Theologie, Grundlagen des magischen Denkens, hermetische Bücher, orphische Hymnen, Kabbala, Römisches Recht, Medizin, Mechanik, Optik und Geometrie. 1502 oder 1503 wechselte er den Studienort und reiste nach Paris, von 1507 stammen die ältesten bekannten und erhaltenen Briefe. Daraus geht hervor, dass er mit Persönlichkeiten wie Charles de Bouelles, Germain de Ganay, Germain de Brie, Symphorien Champier und Jean Perréal in persönlicher Beziehung stand und mit einigen von ihnen in Paris zeitweise eine Art Bruderschaft (sodalitas) bildete, die er später von Südfrankreich aus im Fall einer Rückkehr nach Paris wiederzubeleben hoffte. Mit finanzieller Unterstützung wohlhabender Bürger führte er während dieser Zeit auch die ersten umfangreichen alchemistischen Experimente durch.

### Spanien, Niederlande und England
Im Jahre 1508 reiste er mit Freunden nach Spanien und heuerte etliche Söldner an, um nach einem Hilferuf seines Freundes, des Basken Janotus, dessen Burg zurückzuerobern. Nach dem Sieg wendete sich aber das Blatt, weil eine Überzahl an unzufriedenen Bauern die Burg belagerte, die letzte Zuflucht in einem Turm bestand und das Aushungern drohte. Agrippa ließ einen Soldaten, dem er die Schreckensmale der Pest auf das Gesicht künstlich auftrug, unter die belagernden Bauern gehen, die in Panik vor einer Ansteckung das Weite suchten. Agrippa, seinen Freunden und den Söldnern gelang die Flucht. Nach Aufenthalten in Lyon und Autun hielt der von Geldnot geplagte Agrippa im Frühjahr 1509 als Dozent bzw. Professor an der Universität Dole Vorlesungen über Johannes Reuchlins Werk De verbo mirifico, und zwar auf Einladung des Kanzlers der Universität und Erzbischofs von Besançon Antoine I. de Vergy. Da er anscheinend wieder ein festes Einkommen bezog, wurden seine Vorlesungen kostenlos angeboten.
Die Vorlesungen stießen auf großes Interesse, aber auch auf heftige Kritik von Seiten des Provinzials der burgundischen Franziskaner, Jean Catilinet. Während einer Fastenpredigt in Gent, bei der sich auch die Regentin Margarete von Österreich mit ihrem Hofstaat unter den Zuhörern befand, bezeichnete Catilinet Agrippa als „judaisierenden Häretiker“. Agrippa verließ nach einiger Zeit Dole und reiste nach England. Hier verfasste er ein Jahr später ein in Briefform an Catilinet gerichtetes Rechtfertigungsschreiben, das unter dem Titel Expostulatio cum Joanne Catilineti auch in den gesammelten Abhandlungen von 1529 gedruckt wurde.
Noch in Dole verfasste Agrippa außerdem eine Declamatio de nobilitate et praecellentia foeminei sexus zum Lob des weiblichen Geschlechts. Themen sind historische Leistungen von Frauen, Erziehungskritik und vieles mehr. Eine These lautet, Frauen seien unbestechlich, deshalb sei die Korruptionskultur in Kirche und Staat eine rein männliche Domäne. Agrippa versuchte, sich durch diese Schrift die Gunst Margaretes von Österreich und damit auch eine akademische Festanstellung am Hofe zu sichern. Durch Jean Catilinet, der zugleich Hofprediger war, wurde der Druck der Schrift und auch das ehrenvolle Amt am Hof verhindert.
Ende 1509 zurück in Köln, nahm Agrippa Kontakt zu dem berühmten Gelehrten und Abt Johannes Trithemius des Benediktinerklosters zu Sponheim, der seit 1506 in Würzburg als Abt am Schottenkloster wirkte, auf, dem ein längerer Arbeitsbesuch seitens Agrippas folgte. Während dieser Zusammenkunft verfasste Agrippa mit Johannes Trithemius und auf dessen Anregung hin bis zum Frühjahr 1510 sein dreibändiges Hauptwerk mit dem Titel De occulta philosophia („Über die geheime Philosophie“) über die bis dahin bekannte Magie, eine erstmalige systematische Zusammenfassung durch Verifizierung und Klassifizierung dieses Wissens seiner Zeit. „Dieses gelehrte Kompendium von riesenhaften Ausmaßen bildete die Grundlage für den frühen Ruhm und eilfertige Verleumdungen, obwohl auch dieses Werk erst Jahrzehnte später in einer gedruckten Fassung erschien.“ Trithemius hatte dem jungen Agrippa geraten, dieses Werk geheim zu halten und „dem Ochsen Heu, dem Papageien aber Zucker“ zu geben.
In diesem Jahreswechsel 1509/10 muss Agrippa, der sich auch für die Mineralogie interessierte, auch als Bergrat für die Stadt Köln tätig gewesen sein, was aus einer Bemerkung im Werk De incertitudine et vanitate scientiarum („Von der Ungewissheit und Eitelkeit der Wissenschaften“) hervorgeht. Kaiser Maximilian I. schickte 1510 viele Repräsentanten nach England, um direkt auf die kommende Politik von König Heinrich VIII. einzuwirken. Agrippa wurde vom Kaiser wegen seiner Sprachbegabung ausgewählt (acht Sprachen beherrschte er, sechs davon fließend) und mit geheimen kaiserlichen Instruktionen nach England geschickt. Hier besuchte Agrippa auch die Vorlesungen des Humanisten John Colet an der Universität Oxford über die Paulusbriefe und ihre Theologie. Einige Zeit verweilte Agrippa auf Einladung des Gelehrten John Colet in dessen Haus in London. Zurück in Köln hielt er 1511 Vorlesungen an der Universität, im Stile einer quodlibetanischen („Was du willst“)-Meinung über Theologie. In dieser Zeit begann der Streit der Kölner Dominikaner, darunter Johannes Pfefferkorn, gegen den Gelehrten Johannes Reuchlin. Agrippa bezog zu diesem Streit auch Stellung und warf den Gegnern Johannes Reuchlins Ungelehrtheit vor. Dieser Streit, der noch jahrelang an vielen Universitäten von vielen wichtigen Gelehrten geführt wurde, reichte bis zu den späteren Dunkelmännerbriefen.

### Italien
Noch im selben Jahr reiste er nach Italien, um nach eigenen Angaben in Triest als Kaiserlicher Offizier eine schwer bewachte Kriegskasse durch das Land zu begleiten. Ende 1511 nahm er am Konzil zu Pisa teil, auf dem er nach eigenem Bekunden wie eine Vielzahl anderer Theologen unter dem Pontifikat Papst Julius’ II. exkommuniziert wurde. Wahrscheinlich war es eine excommunicatio ferendae sententiae, also eine Exkommunikation auf Grund des öffentlichen Disputs mit Vertretern der Katholischen Kirche. Anfang 1512 reiste er nach Pavia und hielt unter anderem Vorlesungen an der dortigen Universität über den Philosophen Platon und seine Schrift Convivium Phaedrus. Mitte 1512 kämpfte er als Offizier im Heer Kaiser Maximilians I. gegen die Venezianer und wurde wegen Tapferkeit vor dem Feind noch auf dem Kampfplatz zum Ritter, Eques auratus, geschlagen. 1513 begleitete er in diplomatischen Missionen unterwegs auch als Theologe den Kardinal von Santa Croce zum Konzil in Pisa, bei dem Giovanni de' Medici zum Papst Leo X. gewählt wurde. Nach der Wahl Papst Leos X. wurde Agrippas Exkommunikation durch eine Rekonziliation aufgehoben. Agrippa, der seine Streitigkeiten mit Gelehrten und Vertretern der Kirche auf dem Konzil versuchte zu bereinigen, nützte auch ein Brief mit Belobigung vom neuen Papst nicht viel, um die Wogen zu glätten. 1514 vertiefte Agrippa sein Wissen und wanderte durch Italien. Im Jahr 1515 hielt er in Pavia Vorlesungen über Hermes Trismegistos und die ihm zugeschriebenen Zauber und Offenbarungsbücher, im Wesentlichen die hermetischen Schriften Picatrix und Pimander aus dem Corpus Hermeticum. Im selben Jahr heiratete Agrippa in Pavia; Name und Herkunft seiner Gemahlin sind unbekannt.
Agrippa von Nettesheim wurde auch zum Doctor medicinae und zum Doctor iuris utriusque an der Universität Pavia promoviert (die jetzigen Forschungsergebnisse lassen ein Für und Wider zu; dass er promoviert wurde, geht aus der Tatsache hervor, dass er von den jeweiligen Stadträten berufen wurde, und das in zumal sehr wichtigen und begehrten Anstellungen, wie Syndikus in der Reichsstadt Metz, Stadtarzt von Freiburg und später Stadtphysicus und Direktor des Stadtkrankenhauses von Genf, die er wohl ohne akademische Titel nicht nur nicht bekommen hätte, sondern die bei der Anzahl seiner gelehrten Gegner auch nicht haltbar gewesen wären). Ende 1515 stand Pavia vor dem Fall der anrückenden französischen Armee, Agrippa verlor sein Hab und Gut und flüchtete mit seiner Frau Richtung Piemont. 1516 verfasste er das Traktat De triplici ratione cognoscendi Deum, wohl auf dem Schloss seines Gönners Marquis de Montferrat. Im Dezember 1516 starb der Abt Trithemius, der mit 2.000 Büchern und Schriften eine der umfangreichsten Bibliotheken besaß, und setzte Agrippa für einen Teil davon als Erben ein. 1517 wurde Agrippa Vater: Seine Frau brachte einen Sohn mit Namen Aymont auf die Welt. Nach Aufenthalten in verschiedenen Städten in Italien reiste Agrippa 1518 nach Köln. Er bekam das Angebot, als päpstlicher Legat in Avignon tätig zu werden, entschied sich aber für das Angebot als Stadtanwalt und Festredner der reichen Handelsstadt Metz.

### Frankreich und Schweiz
Im Februar 1518 in Metz mit Frau und Kind angekommen, ging er seiner Arbeit als Syndikus nach und schrieb auch das Traktat De originali peccato. Er studierte die Schriften von Jacques Lefèvre d’Étaples, den er auch in der Öffentlichkeit vor dem Klerus in Schutz nahm. Hier hatte Agrippa, der sich auch mit der Reformation auseinandersetzte, Bücher und Schriften von Martin Luther, Erasmus von Rotterdam, Lefèvre d’Étaples und anderen erworben, um sie an seine gelehrten Freunde zu verteilen. Dass er das auf eigene Kosten machte, setzte sich auch in Genf und Freiburg fort. 1519 starb sein Vater in Köln. In Metz wurde Agrippa von den Stadtoberen ausgewählt, eine wegen Hexerei angeklagte Frau aus dem Dorf Woippy vor dem Inquisitor Claudius Salini zu verteidigen. Man ging von einer Verurteilung aus, deswegen ließ man Agrippa freie Wahl bei seiner Verteidigung. In dem sich hinziehenden Prozess schaffte Agrippa es aber, den aus dem Hexenhammer (Malleus maleficarum) rezitierenden Inquisitor zu widerlegen, und die Frau wurde freigesprochen. Dadurch fiel Agrippa selbst bei Obrigkeit und Stadtherren in Metz in Ungnade. Öffentliche Dispute mit dem Klerus und die Gerüchte der einfachen Bürger („Wer gegen die Inquisition gewinnt, kann nur ein Teufelsbündler sein.“) machten ihm das Leben in Metz immer schwerer. Überall in der Stadt wurden Gerüchte gestreut, wonach Agrippa selbst ein Schwarz- oder Teufelskünstler sei, der heimlich Zaubergeister beschwöre. „Damit war der Grundstein für eine Legende gelegt, die Agrippa zeit seines Lebens über das Grab hinaus verfolgen sollte.“
Am 25. Januar 1520 verließ er Metz und reiste nach Köln, dort schrieb er die Streitschrift De beatissime Annae monogamia. Im Juli des Jahres traf er sich in Köln mit dem antiklerikalen Reichsritter und führenden Reformator Ulrich von Hutten. Agrippa wurde zu der Zeit der magische Teil der Bücher und Schriften aus dem Erbe von Trithemius ausgehändigt. 1521 reiste er nach Metz, um alte Freunde zu besuchen; zum Unglück starb seine Frau unerwartet bei diesem Aufenthalt. Agrippa reiste mit seinem 4-jährigen Sohn nach Genf weiter und arbeitete dort als Arzt. Ende 1521 heiratete Agrippa die 18-jährige Jana Luisa Tissie aus einer vornehmen Genfer Familie, die noch insgesamt 6 Kinder von ihm auf die Welt brachte. 1522 wurde Agrippa zum Direktor des Stadtkrankenhauses von Genf. 1523 versuchten die Stadtherren von Genf vergeblich, Agrippa zum Bleiben zu bewegen, denn sie sahen in ihm einen führenden Gelehrten ihrer Zeit. Noch im selben Jahr zog Agrippa weiter ins schweizerische Freiburg im Üechtland und wurde dort Stadtphysicus, er vertiefte seine okkulten Studien und traf Agenten des mit König Franz I. verfeindeten Herzogs von Bourbon. In Freiburg verfasste Agrippa eine Verteidigungsschrift als offenen Brief für seinen schon längst verstorbenen alten Meister Trithemius, der mittlerweile als Schwarzmagier und Betrüger diffamiert wurde. Da in Freiburg Agrippa nicht die Kassen der Apotheker vergolden wollte, indem er teure und unnötige Rezepte ausstellte, stellte er armen Leuten eigene Rezepte aus oder behandelte sie umsonst. Damit brachte er eine Allianz aus Ärzten und Zunftapothekern gegen sich auf, was ihn im Juli 1523 dazu veranlasste, selbst beim Magistrat seine Entlassung einzureichen.
1524 in Lyon eingetroffen, nahm er im Mai das Amt des Leibarztes von Luise von Savoyen, Mutter von König Franz I., an. Agrippas zweiter Sohn Henry wurde in Lyon geboren, 1525 folgte sein dritter Sohn Jean. 1526 schrieb er das Traktat „Declamatio de sacrameto matrimonii“. In diesem Jahr wurde sein Salär am Hof nicht anständig und regelmäßig bezahlt, er musste erst Bitt-, dann Drohbriefe an die Finanzverwaltung schreiben, was aber nichts nützte. Damit begannen auch die Intrigen am Hof gegen Agrippa, dazu kam, dass Regentin Luise Horoskope über ihren Sohn Franz I. von ihm verlangte, was er mit der Begründung abzulehnen versuchte, es gebe wohl wichtigeres zu tun. Wohl um nicht ganz in Ungnade zu fallen, erstellte er ein Horoskop über das weitere Kriegsgeschehen, prophezeite aber astrologisch den Sieg der Feinde, und zwar den Sieg des Hauses Bourbon. Das zweite Hauptwerk De incertitudine et vanitate scientiarum  verfasste Agrippa hier fertig. Das Ende in Lyon wohl absehend und den Intrigen gegen ihn sich entziehen wollend, verhandelte er heimlich mit Abgesandten von Karl I., Herzog von Bourbon, um eine Anstellung bei Hofe. 1527 erfuhr Agrippa, dass er aus der Besoldungsliste gestrichen wurde, obwohl er immer noch Leibarzt der Mutter des Königs war.

### Niederlande
Da die Verhandlungen für eine Anstellung beim Herzog von Bourbon ergebnislos waren, reiste er mit seiner Familie noch Ende jenes Jahres nach Paris. Im März 1528 bekam er in Paris die Pässe für sich und seine Familie nachgeschickt, die er für die Weiterreise und den damit verbundenen Grenzübergang nach Antwerpen brauchte. Ende 1528 begann Agrippa in der Stadt Antwerpen als Arzt zu arbeiten, nebenbei finanzierten ihn reiche Bürger bei gemeinsamen alchemistischen und mechanischen Experimenten. Um seine finanzielle Lage aufzubessern, vermittelte er auch sein Wissen oder stellte Horoskope an Leute aus allen Gesellschaftsschichten aus, sogar Mönche zählten zu ihnen. Neuen Ärger in Antwerpen handelte er sich damit ein, dass er für die freie Arztwahl plädierte und einen Mann, der ohne Erlaubnis der Fakultät als Medicus praktizierte, verteidigte. Agrippa versuchte ohne Erfolg, sich das Amt des Leibarztes von Margarete von Österreich zu sichern. Anfang 1529 wurde Agrippa zum siebten Mal Vater. Es wurden auch einige Traktate und andere Schriften von Agrippa in Buchform unter dem Verleger Michael Hillenius veröffentlicht. In Antwerpen war die Pest ausgebrochen und am 17. August starb auch seine Frau daran, auch mehrere Angestellte aus seiner Dienerschaft raffte die Pest dahin. Agrippa blieb und kümmerte sich um die Pestkranken in der Stadt, ließ aber seine Kinder aus Antwerpen bringen. Ende des Jahres bekam er das Angebot von Heinrich VIII., nach England zu reisen, um als Advokat für ihn zu arbeiten. Agrippa entschied sich aber für die Stelle des Kaiserlichen Archivars und Historiographen in Mechelen für Margarete von Österreich, Regentin der Niederlande, eine Stelle, die er noch 1529 antrat.
Im Februar 1530 schrieb Agrippa einen offiziellen Bericht zum Krönungsritual von Karl V. zum Kaiser des Heiligen Römischen Reiches Deutscher Nation und König der Lombardei. Für die redigierten zwei Hauptbücher De incertitudine et vanitate scientiarum und De Occulta Philosophia und einen Teil seiner weiteren Schriften bekam er nach langen Verhandlungen das Kaiserliche Privileg zum Druck seiner Werke. Mitte 1530 wurde das Buch De incertitudine et vanitate scientiarum von Agrippas Verleger Cornelius Grapheus in Antwerpen gedruckt und veröffentlicht. Dieses Buch verbreitete sich sehr schnell unter den Gelehrten Europas. Es wurde zu einem zeitgenössischen Bestseller, der innerhalb von fünf Jahren über zehn Auflagen erlebte. In diesem Buch, das wie De Occulta Philosophia auch den niedrigen Wissenschaftsstand (unter anderem auch im Bereich der Medizin) kritisch betrachtete, griff er auch die kirchlichen und politischen Zustände seiner Zeit an und damit direkt den Klerus und die Kaste der höfischen Beamten und Amtsträger der Regierenden. Auch beschrieb Agrippa in diesem Buch selbstkritisch sein eigenes Wirken. (Man konnte glauben, daß Agrippa nur deswegen so viele Künste gemeistert hatte, um sie am Ende besser verwerfen zu können.)
Der Klerus der Katholischen Kirche, die das Buch verbieten wollte, sah in diesem Werk nur „Häresie und Ketzerei“. Um die theologischen und rechtlichen Fragen abzuklären, wurde die Universität Löwen hinzugezogen, die aber ebenfalls dieses Buch aufs Strengste verurteilte. Der Kaiser verlangte, wenigstens die Kritik an der Kirche und dem Klerus zu widerrufen. Agrippa verweigerte dies, so dass der Kaiser sich gezwungen sah, Agrippa keinen weiteren Lohn mehr zu zahlen. Das Gericht in Mechelen ließ nicht lange auf sich warten, dann wurde er in einer schriftlichen Anklage aufgefordert, das Buch nicht weiter zu veröffentlichen. Agrippa schrieb mit einer Gegenschrift in Form einer Apologia, in der er jeden Anklagepunkt einzeln widerlegte, so dass es zu keinem Druckverbot seines Buches kam.
Auch Erasmus von Rotterdam bekam persönlich ein Exemplar mit Brief von Agrippa zugeschickt. Erasmus fand viel Lob für das Buch, mahnte Agrippa aber zugleich zu mehr Vorsicht bei seiner umfassenden Kritik. Bei einer Durchreise Ende 1530 durch Brüssel wurde Agrippa unter einem Vorwand inhaftiert und dann in den Schuldturm geworfen. Gleichzeitig ließ der Magistrat der Stadt Brüssel und die städtischen Religionsaufseher einige Exemplare von De Incertitudine et vanitate scientiarum  öffentlich verbrennen. Mit der Auflage, Brüssel sofort zu verlassen, ließ man Agrippa nach einiger Zeit wieder frei. In Mechelen zurück, schrieb Agrippa eine Grabrede und ein Panegyricus für die am 1. Dezember 1530 verstorbene Regentin Margarete.

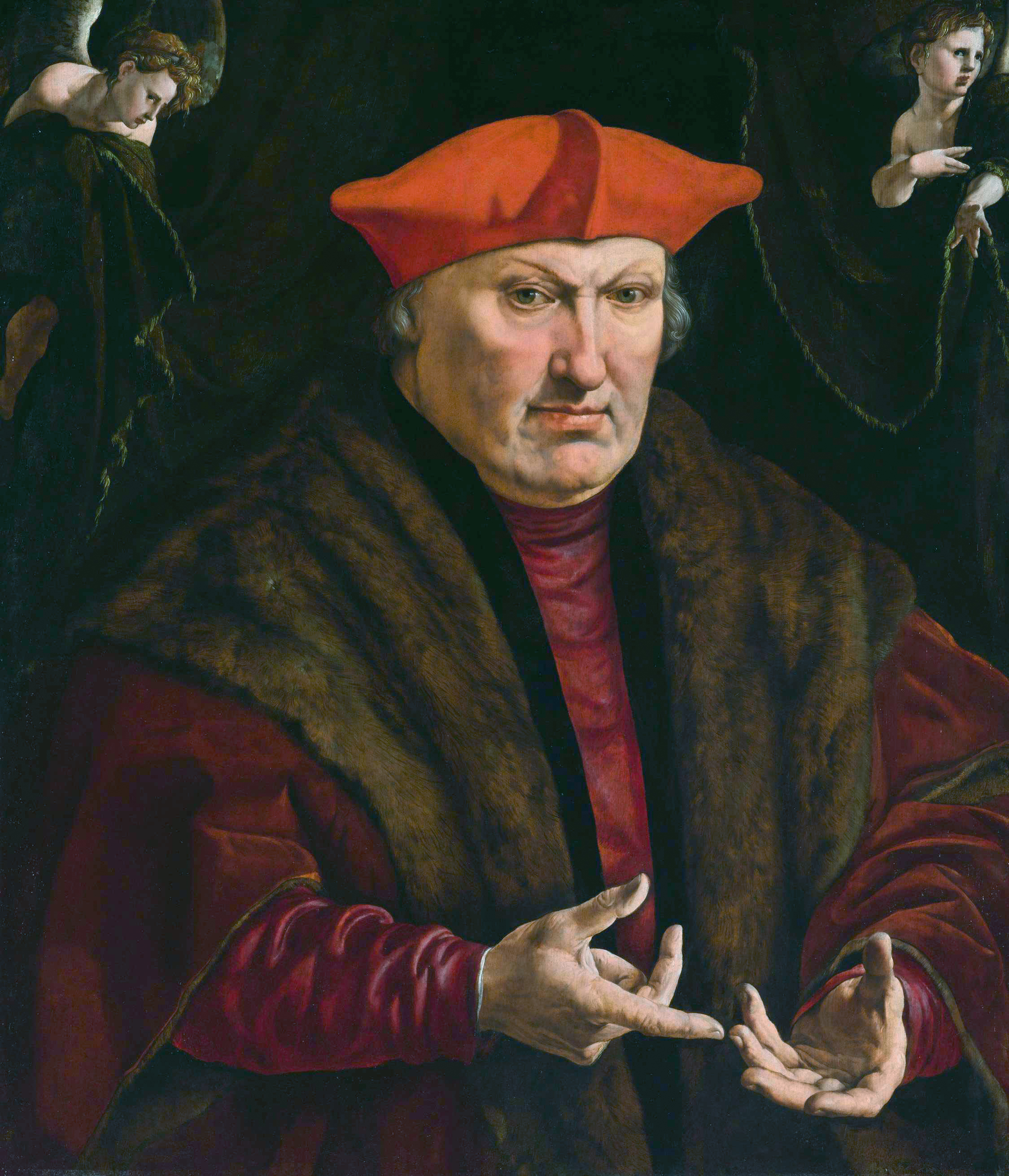
Kardinal Erard de La Marck

In seiner Zeit in Mechelen heiratete er auch ein drittes Mal, Name und Herkunft seiner Angetrauten sind nicht bekannt. Am 2. März 1531 verdammte die Universität Sorbonne in Paris die französische Edition von De Incertitudine et vanitate scientiarum  offiziell als Werk eines Ketzers. „Die Schrift sei der lutherischen Häresie nahe, es kritisiert unter anderem Einrichtungen der Kirche und muss daher dem Feuer übergeben werden“. Der erasmische Humanist Louis de Berquin, obwohl er unter dem persönlichen Schutz von König Franz I. stand, war von der Sorbonne 1529 angeklagt und dann auch hingerichtet worden. So suchte Agrippa für sich neue Protektion und reiste Richtung Köln.
Ab März 1532 weilte er einige Monate auf dem Landsitz des Erzbischofs von Köln Hermann von Wied, wo er sich von den klerikalen und universitären Fehden erholen konnte. Der päpstliche Legat Kardinal Lorenzo Campeggi verteidigte ihn, wohl um ihn auch zu bewegen, eine Schrift gegen Heinrich VIII. und seine Scheidungsangelegenheiten herauszugeben; auf dieses Angebot ging Agrippa jedoch nicht ein. Ein weiterer Befürworter zu Gunsten Agrippas und seiner Kritik war der Kardinal Erard de La Marck.
1532 sollen Agrippa und der historische Dr. Johann Faust einander begegnet sein.

### Tod, Nachkommen und Nachwirkung
Am 18. Februar 1535 starb Agrippa im Alter von 48 Jahren in Grenoble. Die Beisetzung Agrippas fand auf einem Konvent der Dominikaner statt, seine letzte Ruhe gewährte man ihm in einer Kirche der Dominikaner.
Drei Söhne überlebten ihn und wurden Bürger von Saint-Antoine-l’Abbaye, die aber nicht den Namen „von Nettesheim“ führten und sich Cornelis, Corneille oder Cornelius nannten. Für die Inschrift seines Grabsteins ließ sich ein Unbekannter etwas Besonderes einfallen, denn auf diesem fand man eigenartige Worte, unter anderem stand in der Inschrift, der geeignete Ort für Agrippa wäre wohl der Hades. Agrippa besaß einen schwarzen Hund, den er „Monsieur“ nannte, der sogar mit Kerberos gleichgesetzt wurde, wie aus seiner Grabinschrift hervorgeht. Die Kirche der Dominikaner existiert nicht mehr, sie wurde 1562 von Protestanten zerstört. Der Grabstein selber wechselte noch mehrmals einige Klöster, wo er aufbewahrt wurde, bis sich die Spur verliert.
Johann Weyer, ein Schüler Agrippas, schrieb mit seinem Buch De praestigiis daemonum ein grundlegendes Werk zur Verteidigung von der Hexerei beschuldigten Personen. Im Zusammenhang mit dem von Agrippa (wie auch Paracelsus und anderen an der „Entdämonisierung“ der Magie im 16. Jahrhundert Beteiligten) als „Imagination“ untersuchten psychologischen Mechanismus der Suggestion sah Weyer die betreffenden Personen nicht als Verbündete des Teufels, sondern als von Geisteskrankheit Befallene an. Der Universalgelehrte Agrippa von Nettesheim inspirierte teilweise Johann Wolfgang von Goethe nicht nur mit seinen Schriften zur Gestaltung des Faust-Dramas.

## Kosmologie und Seelenlehre

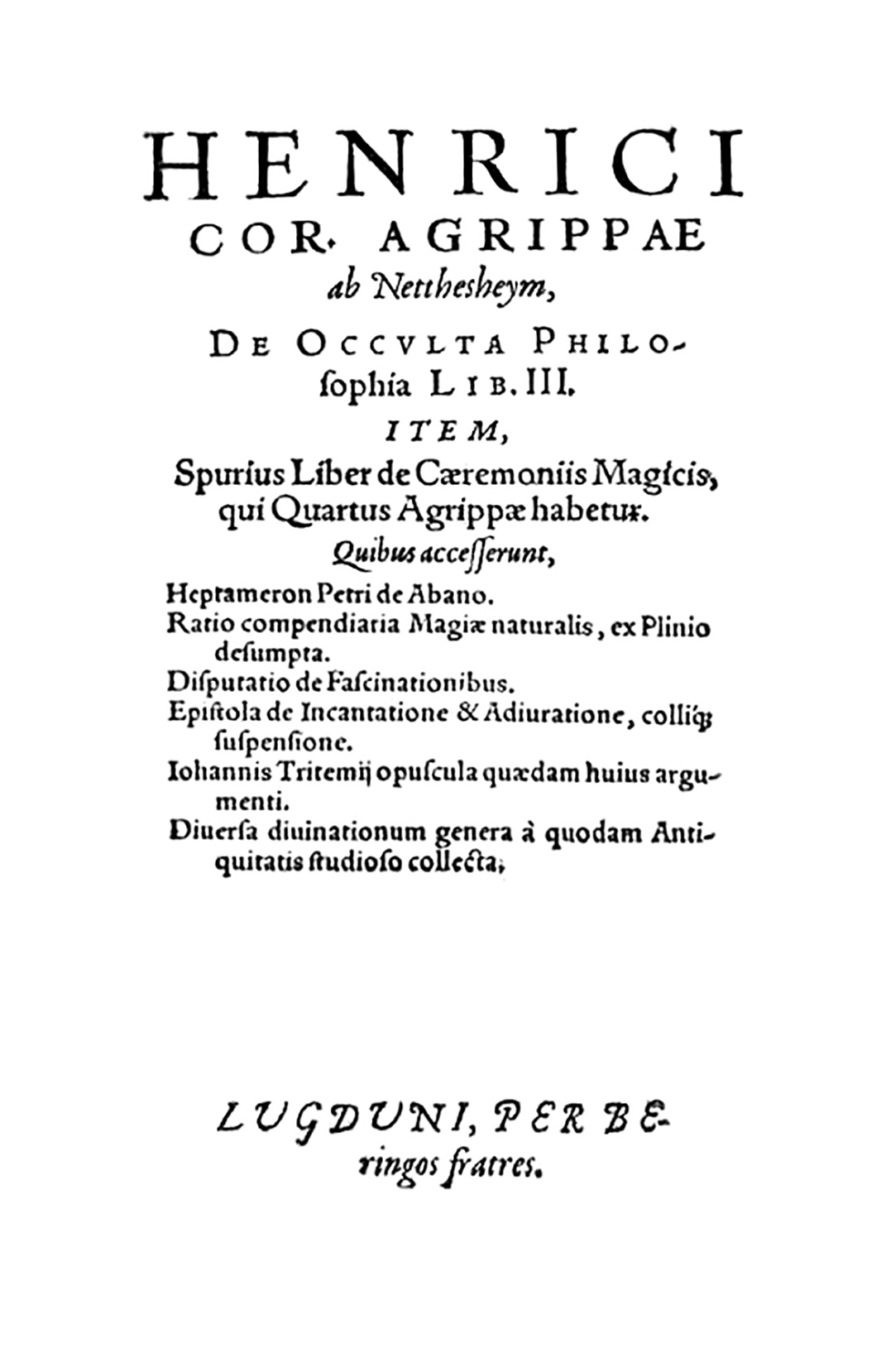
De occulta philosophia libri tres

Als Dreiundzwanzigjähriger schrieb Agrippa sein erstes Hauptwerk De occulta philosophia, dessen erste Ausgabe er 1510 Trithemius widmete. Darin stellte er systematisch die Astrologie, Kabbala, Theologie, Mantik, Evokationsmagie, Angelologie, Amulett- und Talismanzauber nebeneinander und verteidigte seine „heilige Magie“ in elegantem Stil gegen „Zauberer“ und „Teufelsbeschwörer“. Zu seiner Zeit war dies lebensgefährlich und für seine Leser sensationell. Deshalb erschienen in nur drei Jahren drei Auflagen in Antwerpen, Paris und Köln (1530–1533).

„Die magische Wissenschaft, der so viele Kräfte zu Gebot stehen, und die eine Fülle der erhabensten Mysterien besitzt, umfasst die tiefste Betrachtung der verborgensten Dinge, das Wesen, die Macht, die Beschaffenheit, den Stoff, die Kraft und die Kenntnis der ganzen Natur. Sie lehrt uns die Verschiedenheit und die Übereinstimmung der Dinge kennen. Daraus folgen ihre wunderbaren Wirkungen; indem sie die verschiedensten Kräfte miteinander vereinigt und überall das entsprechende Untere mit den Gaben und Kräften des Oberen verbindet und vermählt. Die Wissenschaft ist daher die vollkommendste und höchste, sie ist eine erhabene und heilige Philosophie, ja sie ist die absolute Vollendung der edelsten Philosophie.“

Agrippa unterteilte die Magie in eine natürliche, eine himmlische und eine zeremonielle. Er wendet sich in De occulta philosophia, der ersten umfassenden und systematischen Schrift zu allen Arten der Magie, gegen die (Elemente der magia naturalis und magia divinatrix enthaltende) populäre Magie der bei Höfen als Zukunftsvorherseher vorstelligen Magier. In seinem Werk vertritt Agrippa eine neuplatonische Weltanschauung. Seine dort dargelegten Ansichten behält er zumindest bis zur Abfassung der Declamatio („Die Eitelkeit und Unsicherheit der Wissenschaft und die Verteidigungsschrift“) bei. In diesem Werk ist einerseits von Vater, Sohn und Heiliger Geist die Rede, auf der anderen Seite ist der Gottesbegriff aber auch platonisch oder vielmehr neuplatonisch im antiken (heidnischen) Sinne. Denn Agrippa spricht auch von einem Gott, in dem alle Dinge als Ideen vorhanden sind. Die Ideenlehre wurde auch von christlichen Neuplatonikern wie Augustinus ähnlich aufgefasst. Was Augustinus allerdings nicht mehr vertreten hat, ist der Begriff der Weltseele. Dieser stammt aus dem Timaios von Platon und wurde im Neuplatonismus von Plotin übernommen. Im Unterschied zur christlichen Trinitätslehre betrachtet Plotin die göttlichen Hypostasen (das Eine, den Geist und die Weltseele) als hierarchisch. Ganz oben in der Hierarchie steht das Eine (Gott), aus dem alles andere hervorgeht und in das alles wieder zurückkehrt. Das Eine ist Einheit, während der Geist oder die Weltseele bereits „Zweiheiten“ sind. Die Lehre der „Dreieinigkeit“ spricht von einem „dreieinigen“ Gott, der wiederum nicht mehr so stark hierarchisch zu denken ist wie im Neuplatonismus von Plotin. Außerdem wird Gott von den Griechen (Platon, Plotin, Proklos, Porphyrius etc.) nicht als „Subjekt“ gesehen.
Was Agrippa damit vom mittelalterlichen Neuplatonismus (Augustinus, Eriugena etc.) noch unterscheidet, ist der Gedanke, der Kosmos werde von den Kräften des Archetypus durchströmt. In gewisser Weise ist damit Gott auch „in der Welt“. Die Welt als Ganze kann als „Inkarnation Gottes“ betrachtet werden. Andere Neuplatoniker sprechen vom Abbild Gottes (auch die christlichen). Insofern ist der Unterschied zum Christentum immer nur sehr gering, und daher konnte Agrippa möglicherweise auch der Inquisition entkommen. Agrippa vertritt auch einen „Panpsychismus“, und das unterscheidet ihn sowohl von Plotin als auch von christlichen Neuplatonikern des Mittelalters. Im Kapitel 56 der „Occulta philosophia“ heißt es:

„Wenn da der Weltkörper ein ganzer Körper ist, dessen Teile die Körper aller Lebewesen sind, und da, je vollkommener und edler der Weltkörper als der Körper der einzelnen Wesen ist, wäre es absurd anzunehmen, daß, wenn jedes unvollkommene Körperchen und Weltteilchen […] Leben besitzt und eine Seele hat, die ganze Welt als vollkommenster und edelster Körper weder lebe, noch eine Seele habe.“

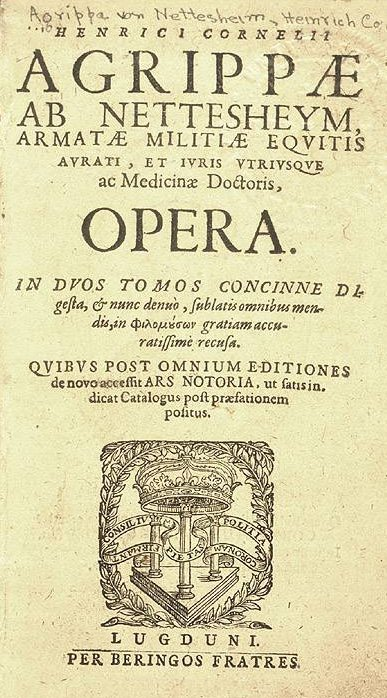
Titelblatt der Gesamtausgabe

Hier wird implizit auf die Weltseele hingewiesen. Gleichzeitig wird deutlich, dass alle Dinge eine Seele haben (auch die Materie), und damit widerspricht Agrippa mittelalterlichen Vorstellungen eindeutig. Auch bei Plotin war die Materie (das Böse) unbeseelt. Der Panpsychismus ist ein typisches Kennzeichen des Neuplatonismus der Renaissance.
In diesem Weltbild ist der Mensch Abbild Gottes und stellt einen Mikrokosmos dar. Daher weist Agrippa auch die einzelnen Glieder und Organe des menschlichen Körpers jeweils bestimmten Gestirnen zu, wie z. B. die Milz dem Saturn oder das rechte Ohr dem Jupiter. Er lehnt sich sehr eng an die Lehre des Averroes (Ibn Ruschd) an, wenn er von den vier inneren Sinnen spricht (Gemeinsinn, Einbildungskraft, Phantasie, Gedächtnis). Auch bei der Seelenlehre versucht Agrippa immer, seine Lehre mit der christlichen im Einklang zu halten, was freilich nicht durchgängig gelingt.
Agrippas Aussagen über den Zustand der menschlichen Seele nach dem Tode bleiben widersprüchlich. Er weist auf die Lehre der „Wiedervergeltung“ (Reinkarnation) hin, ohne sich selbst zu der angeführten Meinung zu äußern (Kap. 41 De occulta philosophia):

„Auf diese Weise, glaubte der große Origenes, seien auch die Worte Christi im Evangelium auszulegen: Wer das Schwert nimmt, der soll durch das Schwert umkommen. Auch die heidnischen Philosophen glauben an derartige Vergeltung und nennen sie Adrastea, d. i. die Macht der göttlichen Gesetze, wonach in künftigen Zeiten einem jeden vergolten wird nach der Beschaffenheit und den Verdiensten seines früheren Lebens, so daß, wer ungerecht im vorigen Leben herrschte, in andern in den Zustand der Sklaverei gerät, wer seine Hände mit Blut besudelte, gleiche Vergeltung erleiden muß, und wer einen tierischen Lebenswandel führte, in einen tierischen Körper eingeschlossen wird.“

## Bibliographie
- Opera. 2 Bände. Lyon 1550 (Werkausgabe).
  - Neudruck mit einem Vorwort von Richard H. Popkin. Olms, Hildesheim / New York 1970.

- De incertitudine et vanitate scientiarum („Von der Ungewissheit und Eitelkeit der Wissenschaften“), Köln 1527.
  - Deutsche Übersetzung: Die Eitelkeit und Unsicherheit der Wissenschaften und die Verteidigungsschrift. Hrsg. von Fritz Mauthner. 2 Bände. Georg Müller, München 1913. (Digitalisat) (erste deutsche Übersetzung von anonym Ulm 1534; der Text folgt Fritz Mauthners Bearbeitung einer ebenfalls anonymen Übersetzung, die 1713 in Köln erschien).
  - Neuübersetzung: Über die Fragwürdigkeit, ja Nichtigkeit der Wissenschaften, Künste und Gewerbe. Mit einem Nachwort hrsg. von Siegfried Wollgast. Übersetzt und mit Anmerkungen von Gerhard Güpner. Akademie-Verlag, Berlin 1993.
  - Ungewißheit und Eitelkeit aller Künste und Wissenschaften. Auch wie selbige dem menschlichen Geschlecht mehr schädlich als nützlich sind. Neuausgabe Hofenberg, Berlin 2017, ISBN 978-3-7437-1931-6. Textgrundlage sind die Ausgaben Agrippa von Nettesheim: Die Eitelkeit und Unsicherheit der Wissenschaften und die Verteidigungsschrift. Herausgegeben von Fritz Mauthner, Bd. 1 und 2, München: Georg Müller, 1913 (Bibliothek der Philosophen, Bd. 5 und 8).

- Declamatio de nobilitate et praecellentia foeminei sexus („Von Adel und Vorrang des weiblichen Geschlechts“), Antwerpen 1529 (Digitalisat BNF; archivierter Online-Text der lateinischen Fassung 1529 und der englischen Übersetzung London 1670)
  - Vom Adel unnd fürtreffen Weibliches geschlechts/ herrn Henrici Cornelij Agrippe/ Löblichs Büchlin. 1540. Ediert und kommentiert von Jörg Jungmayr. In: Elisabeth Gössmann (Hrsg.): Archiv für philosophie- und theologiegeschichtliche Frauenforschung. Band 4, Iudicium, München 1996 1988, ISBN 3-89129-004-7, S. 46–52 und 63–100.
  - Otto Schönberger (Hrsg.): H. Cornelius Agrippa von Nettesheim: De nobilitate et praecellentia foeminei sexus. Von Adel und Vorrang des weiblichen Geschlechtes. Königshausen & Neumann, Würzburg 1997, ISBN 3-8260-1262-3 (lateinischer Text, Übersetzung und Kommentar).

- De occulta philosophia libri tres („Drei Bücher über Magie“). Köln 1510, 1531 und 1533 (Digitalisat).
  - Neudruck der Ausgabe von 1533. Hrsg. von Karl Anton Nowotny. Graz 1967.
  - Kritische Ausgabe: Vitoria Perrone Compagni (Hrsg.): Cornelius Agrippa: De occulta philosophia libri tres. Brill, Leiden 1992, ISBN 90-04-09421-0.
  - Deutsche Übersetzung: Heinrich Cornelius Agrippa's von Nettesheim Magische Werke : Sammt den geheimnißvollen Schriften des Petrus von Abano, Pictorius von Villingen, Gerhard von Cremona, Abt Tritheim von Spanheim, dem Buche Arbatel, der sogenannten Heil. Geist-Kunst und verschiedenen anderen : Zum ersten Male vollständig in’s Deutsche übersetzt : Vollständig in fünf Theilen, mit einer Menge Abbildungen. Übersetzung von Friedrich Barth. Scheible, 1855. Neuausgaben der Übersetzung von Friedrich Barth:
    - Magische Werke sammt den geheimnisvollen Schriften. Barsdorf, Berlin 1916 (= Geheime Wissenschaften. Band 10–14) und 1921 (nur Band 10/11).
    - Heinrich Cornelius Agrippa von Nettesheim, De occulta philosophia. Drei Bücher über Magie. Franz Greno, Nördlingen 1987, ISBN 3-89190-841-5.
    - Die magischen Werke und weitere Renaissancetraktate. Hrsg. von Marco Frenschkowski. Marixverlag, Wiesbaden 2008, ISBN 978-3-86539-153-7.
- Operum pars posterior. Quorum catalogum exhibibunt tibi paginae sequentes ... Huic accesserunt Epistolarum ad familiares libri septem, & Orationes decem ante hoc seorsim editae. Lugduni, per Beringos Fratres, 1600

### Unechte Werke
- Henricii Cornelii Agrippae liber quartus de Occulta Philosophia. Dieses „Vierte Buch“, das öfters in späteren Ausgaben der Occulta Philosophia enthalten ist, besteht aus Rezepten zur schwarzen Magie und ist noch heute populär. Johannes Weyer, der Schüler Agrippas, entlarvte in seiner Dissertation De praestigiis daemonum (Basel 1563) das Werk als Fälschung.

### Belletristik
- Rosemarie Schuder: Agrippa und Das Schiff der Zufriedenen. Rütten & Loening, Berlin 1977, DNB 770399622.